# 自由民主党内閣第二部会
自由民主党内閣第二部会（じゆうみんしゅとうないかくだいにぶかい）は、自由民主党政務調査会内に設置されている組織のひとつである。

## 概要
2016年8月9日、自民党内閣部会を第一部会と第二部会に分割することが総務会で了承され、共に発足した。
第二部会の担当分野は以下の通りとなっている。
- 沖縄・北方対策、科学技術、宇宙政策、クールジャパン、IT、原子力防災、経済財政政策、金融[注釈 1]、デフレ脱却、マイナンバー、規制改革、地方創生、地方分権、行政改革、人事院・人事などに関する政策[1]

## 主な役職
- 部会長
- 部会長代理
- 副部会長